# جانگسو
امپراتور جانگسو (به کره‌ای: 장수태왕)، (زاده:۳۹۴؛ سلطنت:۴۱۲~۴۹۲ میلادی)؛ بیستمین امپراتور گوگوریو شمالی‌ترین در میان سه پادشاهی کره بود. جانگسو درسال ۳۹۴ میلادی زاده شد و فرزند نخست امپراتور گوانگ‌گه‌تو بزرگ بود. او درسال ۴۰۸ میلادی ولیعهد شد، و بعد از مرگ پدرش درسال ۴۱۳ میلادی، در ۱۹ سالگی به تخت نشست. او امپراتوری بود که عصر طلایی گوگوریو را ادامه داد. امپراتور جانگسو دستاوردهای زیادی از جمله ساخت سنگ یادبود با عظمت ۷ متری برای پدرش امپراتور گوانگ‌گه‌تو بزرگ، ترویج گسترش قلمرو به سمت جنوب(بکجه، شیلا)،منتقل کردن پایتخت به پیونگ‌یانگ و دیپلماسی و تصرف قلمرو از سلسله‌های چین به انجام رساند. بسیاری معتقدند جانگسو بزرگ‌ترین پادشاه تاریخ کره و گوگوریو است.
امپراتور جانگسو در دوران طلایی گوگوریو امپراتوری کرد، زمانی که یک امپراتوری قدرتمند و یک قدرت بزرگ در شرق آسیا بود. او همچنان به توسعه سرزمینی پدرش از طریق فتح ادامه داد، اما همچنین به دلیل توانایی‌های دیپلماتیک خود شناخته شده بود. امپراتور جانگسو نیز مانند پدرش، امپراتور گوانگ‌گه‌تو بزرگ، به اتحاد سه پادشاهی کره دست یافت. علاوه بر آن سلطنت طولانی امپراتور جانگسو شاهد تکمیل ترتیبات سیاسی، اقتصادی و سایر نهادهای گوگوریو بود. او همچنین به خاطر ساختن سنگ یادبود گوانگ‌گه‌تو بزرگ که به پدرش تقدیم شده است، مشهور است. نام پس از مرگ جانگسو به معنای «زندگی طولانی» است، بر اساس سلطنت طولانی مدت ۷۹ ساله او تا سن ۹۸ سالگی، طولانی‌ترین سلطنت در تاریخ شرق آسیا است.
جانگسو در طول سلطنت خود، نام رسمی گوگوریو(Koguryŏ) را به کوتاه شده گوریو(Koryŏ) تغییر داد، که نام کره از آن گرفته شده است.

## اوایل سلطنت
جانگسو در طول سلطنت اولیه خود، بسیاری از تلاش‌های خود را صرف تثبیت امپراتوری کرد که در نتیجه مستقیم فتوحات پدرش، رشد ناگهانی و بزرگی را تجربه کرده بود. جانگسو مقبره ای باشکوه برای پدرش، گوانگ‌گه‌تو بزرگ، و همراه با آن سنگ قبر با ابهت ۶ متری که دستاوردهای پدرش حکاکی شده بود (که اکنون به عنوان لوح سنگی گوانگ‌گه‌تو بزرگ شناخته می‌شود) ساخت.
در سال ۴۲۷، او پایتخت گوگوریو را از قلعه گونگنه (جیان کنونی در مرز چین و کره شمالی) به پیونگ‌یانگ، منطقه ای مناسب تر برای تبدیل شدن به یک پایتخت شهری رو به رشد، منتقل کرد. که باعث شد گوگوریو به سطح بالایی از شکوفایی فرهنگی و اقتصادی دست یابد.

## روابط با سلسله‌های چینی و دولت‌های عشایری
زمانی که گوانگ‌گه‌تو بزرگ بر گوگوریو حکومت کرد، سرزمین اصلی چین تحت تسلط پنج قوم چینی غیر هان بود و به چندین ایالت تقسیم شد. در زمان گوانگ‌گه‌تو بزرگ، گوگوریو به هویان حمله کرد و لیائونینگ را فتح کرد، اما زمانی که جانگسو به سلطنت رسید، هرج و مرج در شمال چین رو به پایان بود. اتحاد شمال چین توسط وی شمالی به یک نقطه مهم برای گوگوریو و سلسله‌های جنوبی چین تبدیل شد. با این حال، جانگسو توانست از موقعیت سیاسی چین با دستکاری ایالات شمالی و جنوبی چین به نفع خود استفاده کند.
پس از سقوط هویان، هان چینی قبیله ژیان‌بی مورونگ را به سمت شمال راند و یان شمالی را به جای آن تأسیس کرد. با این حال، موجودیت یان شمالی توسط قبیله قدرتمند ژیان‌بی توئوبا از شمال وی در غرب مورد تهدید قرار گرفت و یان شمالی را وادار به ایجاد اتحاد با گوگوریو، همسایه خود در شرق کرد. از این رو، جانگسو جاه طلبی‌های نظامی خود را به سمت جنوب به سمت شبه جزیره کره معطوف کرد.
سلسله چینی جنوبی لیو سونگ، که با وی شمالی اختلاف داشت، هم شمالی یان و هم گوگوریو را تشویق کردند تا با وی شمالی مخالفت کنند. با این حال، نقشه لیو سونگ به نتیجه نرسید، زیرا گوگوریو امپراتور یان شمالی را در سال ۴۳۸ زندانی کرد. دادگاه لیو سونگ خشمگین شد و به جانگسو هشدار داد که مرگ حاکم یان شمالی منجر به جنگ خواهد شد. با این حال، جانگسو تهدید را نادیده گرفت و او را اعدام کرد و به سلسله یان شمالی پایان داد. سپس نیروهای لیو سونگ به گوگوریو حمله کردند اما به راحتی شکست خوردند. صلح در سال بعد از سر گرفته شد، زمانی که جانگسو ۸۰۰ اسب را به عنوان هدیه به امپراتور لیو سونگ فرستاد تا به او در جنگ مداومش علیه وی شمالی کمک کند، و به گوگوریو اجازه داد تا نیروهای خود را علیه بکجه و شیلا در جنوب و لیو سونگ و وی شمالی متمرکز کند. از سمت غرب در برابر یکدیگر اشغال شده بودند. جانگسو بار دیگر لیو سونگ را تشویق کرد تا در سال ۴۵۹ به وی شمالی حمله کند، زمانی که او بارهای کمان پولادی فرستاد و طلا و نقره تهیه کرد. دولت وی شمالی از اقدامات جانگسو ناراحت بود، اما مجبور شد برای ادامه جنگ خود علیه لیو سونگ و خاقانات روران، صلح را با گوگوریو حفظ کند.
جانگسو همچنین ارتباط خود را با وی شمالی حفظ کرد و دو امپراتوری در سال ۴۳۵ یک رابطه رسمی برقرار کردند. این رابطه زمانی مفید بود که گوگوریو علیه بکجه که مخفیانه به دنبال اتحاد نظامی با وی شمالی علیه گوگوریو بود، مفید بود. وی در مسائل کشورهای کره ای دخالت نکرد.
در سال ۴۷۹، جانگسو روابط دوستانه ای با خاقانات روران برقرار کرد تا بتواند وی شمالی را تحت کنترل داشته باشد. پس از برقراری صلح با روران‌ها، جانگسو به خیتان‌ها، شاخه ای از کنفدراسیون ژیان‌بی در آن زمان، حمله کرد، و سپس با متحدانش روران به دیدویو حمله کرد.
پس از اینکه خیتان‌ها به گوگوریو تسلیم شدند، جانگسو هدایایی را به وی شمالی و چی جنوبی فرستاد که پس از سرنگونی لیو سونگ در سال ۴۷۹، نیمه جنوبی چین را تصرف کرد. هم چی و هم وی سعی کردند رابطه گوگوریو را با خود محکم کنند. امپراتوران وی با نمایندگان گوگوریو مانند نمایندگان چین رفتار می‌کردند. تنها در زمان سلطنت امپراتور شیائوون، ۴۱ فرستاده فرستاده شد، اما از زمانی که جانگسو به مهمان نوازی با چی ادامه داد، فرکانس شروع به کاهش کرد. این کاهش نمایندگان رد و بدل شده، امپراتور شیائوون را خشمگین کرد و سرانجام دستور داد که نمایندگان گوگوریو قبل از رسیدن به پایتخت چی، دستگیر شوند. با این حال، جانگسو توجهی نکرد و به فرستادن نمایندگان به چی ادامه داد. وی شمالی نمی‌توانست گوگوریو را مسدود کند، که نشان‌دهنده موفقیت استراتژی دیپلماتیک جانگسو بود: به حداکثر رساندن وضعیت و دستکاری جنگ قدرت بین دولت‌های رقیب چین به نفع گوگوریو.
گوگوریو و ایالت‌های شمالی صلح را حفظ کردند و تا جنگ‌های گوگوریو –سویی در سال ۵۹۸ درگیری‌های بیشتری نداشتند.

## روابط با کشورهای جنوبی

### اتحاد با ازدواج

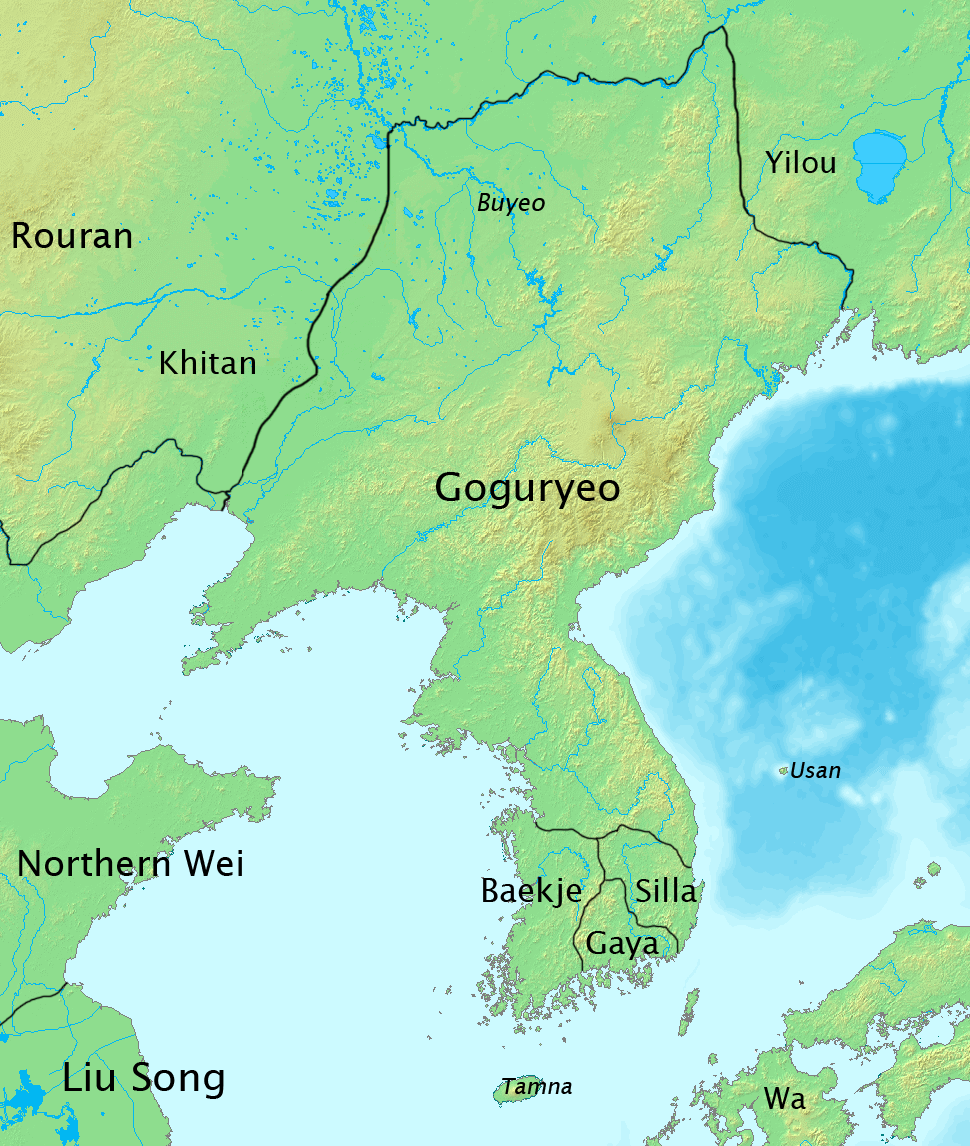
گوگوریو در اوج وسعت، ۴۷۶ میلادی

بکجه و شیلا در مواجهه با حملات شدید گوگوریو به منطقه جنوبی شبه‌جزیره کره، بقای خود را از طریق اتحاد ازدواج یافتند که درسال ۴۳۳ میلادی آغاز شد. اتحاد میان بکجه و شیلا بیش از یک سده به طول انجامید و دلیل اصلی عدم توانایی گوگوریو برای فتح تمام شبه جزیره بود.

### گایا
گایا به دلیل مضرات جغرافیایی‌اش در ساندویچ شدن توسط بکجه و شیلا، خود را در موقعیتی نامطمئن دید و در نهایت نتوانست به یک کشور پیشرفته تبدیل شود.

### بکجه
در سال ۴۷۲، گون‌گه‌رو، پادشاه بکجه، نامه ای به امپراتور وی شمالی فرستاد و اظهار داشت که به دلیل مداخله مکرر گوگوریو در تعامل با او مشکل دارد، بنابراین خواستار اقدام نظامی علیه گوگوریو شد. با این حال، بکجه نتوانست فرستاده خود را بازگرداند و قادر به دریافت حمایت نظامی شمال وی نبود. در پاسخ، جانگسو مخفیانه برنامه‌ریزی کرد تا به بکجه حمله کند، که علیرغم شکست‌هایش در برابر گوانگ‌گه‌تو بزرگ، همچنان پایگاه قدرت قابل توجهی در شبه‌جزیره کره داشت. به منظور خلع سلاح بکجه، او یک راهب بودایی به نام دوریم را فرستاد که با هدف مخفیانه فساد کشور به دربار پادشاه گه‌رو رفت. پادشاه گه‌رو شروع به طرفداری از دوریم کرد و هر روز با او بدوک می‌نواخت و دوریم توانست از گه‌رو صحبت کند که مبالغ زیادی را برای پروژه‌های ساختمانی خرج کند و خزانه داری ملی را تضعیف کند.
در سال ۴۷۵، جانگسو یک تهاجم تمام عیار را از زمین و دریا علیه پادشاهی بی‌ثبات کنونی بکجه آغاز کرد. دوریم در به دست آوردن اطلاعات در مورد بکجه موفق بود، و در نتیجه گه‌رو اصلاً برای حمله ای که توسط جانگسو تدوین شده بود، آماده نبود. با حرکتی که اکنون به نفع او بود، جانگسو سپس به سمت پایتخت حرکت کرد و به راحتی شهر ویریه‌سونگ را تصرف کرد و گه‌رو را کشت. اندکی بعد، جانگسو پایتخت را به همراه چندین شهر دیگر که از بکجه فتح کرده بود، به آتش کشید. از این پس، بکجه چاره‌ای جز انتقال پایتخت خود به کوهستان اونگجین، در ۸۰ مایلی جنوب، نداشت که حفاظت طبیعی برای پادشاهی ویران شده بود. جنگ به گوگوریو کنترل کم و بیش کامل بر دره رودخانه هان، منطقه‌ای ضروری برای قدرت تجاری و نظامی در شبه‌جزیره کره، داد. بکجه صدها سال به لطف کنترل این منطقه یک قدرت مسلط در شبه جزیره بود، اما پس از از دست دادن منطقه به گوگوریو، بکجه نیز کنترل شبه جزیره را از دست داد.

### شیلا
پس از پایان موفقیت‌آمیز مبارزات انتخاباتی خود در بکجه، جانگسو توجه خود را به دومین پادشاهی شبه جزیره شیلا معطوف کرد. شیلا از زمانی که گوانگ‌گه‌تو بزرگ درسال ۴۰۰ میلادی، نیروهای بکجه و وا را که به شیلا حمله کردند، شکست داد، یک دولت تابع گوگوریو بود. برای اطمینان از وفاداری تحت الحمایه خود، جانگسو از برادر کوچکتر پادشاه نولجی شیلا خواست تا گروگان سیاسی شود. پادشاه نولجی در سال ۴۵۴ روابط خود را با گوگوریو قطع کرد. جانگسو در سال ۴۶۸ به شیلا حمله کرد و قلمرو خود را به بخش‌هایی از استان گانگوون گسترش داد و دوباره درسال ۴۸۹ میلادی، ۷ شهر محصور شده را تصرف کرد و قلمرو خود را به بخش‌هایی از استان گیونگ سانگ شمالی گسترش داد. جانگسو با پیروزی بر شیلا، بنای یادبودی سنگی در چونجوی امروزی برپا کرد و دستاوردهای پدرش و خودش را ستود. این بنای تاریخی در همان مکان باقی مانده است و اهمیت تاریخی به عنوان تنها سنگ بازمانده گوگوریو در شبه جزیره کره دارد.

## مرگ و میراث
شاه جانگسو در سال ۴۹۱ در سن ۹۷ سالگی مرد. نام معبد او به معنای «زندگی طولانی» در هانجاست. در طول سلطنت او، گوگوریو در دوران طلایی خود بود، از مغولستان داخلی تا استان شمالی چونگچونگ کره جنوبی، در جنوب حوضه رودخانه هان.

## تصویرسازی مدرن
با بازی جونگ یون سوک در سریال تلویزیونی افسانه محصول سال ۲۰۰۷ شبکه ام بی سی.